# Chaetanthera kalinae
Chaetanthera kalinae là một loài thực vật có hoa trong họ Cúc. Loài này được A.M.R.Davies mô tả khoa học đầu tiên năm 2006.